# Famous (minialbum)
FAMOUS – trzeci japoński minialbum Taemina, wydany 4 sierpnia 2019 roku przez Universal Music. Został wydany w trzech wersjach: regularnej i dwóch limitowanych. Osiągnął 1 pozycję w rankingu Oricon i pozostał na liście przez 4 tygodnie, sprzedał się w nakładzie ponad 50 524 egzemplarzy w Japonii.

## Lista utworów
| CD | CD           | CD                     | CD                                                      | CD      |
| Nr | Tytuł utworu | Tekst                  | Muzyka                                                  | Długość |
| -- | ------------ | ---------------------- | ------------------------------------------------------- | ------- |
| 1. | „Famous”     | Kaoru Kami             | Didrik Thott, Daniel Kim                                | 3:00    |
| 2. | „Slave”      | Junji Ishiwatari       | Daniel Kim, Takey                                       | 3:28    |
| 3. | „Tease”      | MEG.ME                 | Darren Ellis Smith, Daniel Kim                          | 3:29    |
| 4. | „Exclusive”  | STY [Digz, Inc. Group] | Fredrik Thomander, Dennis Mansfeld, Dani Paz            | 3:23    |
| 5. | „It’s you”   | STY [Digz, Inc. Group] | Maria Marcus, Andrew Choi, minGtion                     | 4:03    |
| 6. | „Colours”    | Sara Sakurai           | Warren David Meyers, Scott Russell Stoddart, Kyler Niko | 3:19    |

## Notowania
| Lista                      | Pozycja |
| -------------------------- | ------- |
| Oricon Album Chart         | 1       |
| Billboard Japan Hot Albums | 3       |